# آسفالت ۸: هوابرد
آسفالت ۸: هوابرد (به انگلیسی: Asphalt 8: Airborne) یک بازی ویدئویی مسابقه‌ای که توسط گیم‌لافت، در ۲۲ اوت ۲۰۱۳ طراحی و عرضه شد. این بازی ویدئویی، برای نخستین بار برای دو سیستم عامل آی‌اواس و اندروید عرضه شد و یک بازی تحت تلفن همراه هوشمند محسوب می‌شود. 

## ماشین‌ها
- آسفالت 8 حدودا 300 مدل ماشین دارد
- مارک هایی مانند
- bmw
- Mercedes-Benz
- buggati
- tesla
- Ferrari
- Lamborghini
- Maserati
- aston martin
- bentli
- و خیلی مدل های دیگه

| گردآورنده  | امتیاز |
| ---------- | ------ |
| گیم‌رنکینگز | ۹۲٫۳۳٪ |
| متاکریتیک  | ۹۱/۱۰۰ |

| ناشر         | امتیاز      |
| ------------ | ----------- |
| آی‌جی‌ان       | ۷٫۸/۱۰      |
| 148Apps      | 4.5/5 ستاره |
| AppSpy       | ۵/۵         |
| دیجیتال سپای | [ ۱ ]       |
| Gamezebo     | 4.5/5 ستاره |
| مک لایف      | 5/5 ستاره   |
| Pocket Gamer | ۹/۱۰        |
| TouchArcade  | 5/5 ستاره   |